# Geber
Abú Músa Džábir ibn Hajján nebo Abū Mūsā Jābir ibn Ḥayyān, známý též pod latinským jménem Geber (arabsky أبو عبد الله جابر بن حيان بن عبد الله الأزدي Abú Abd Alláh Džábir ibn Hajján ibn Abd Alláh al-Azdí, také al-Kūfī nebo al-Ṭūsī, narozen kolem roku 721, Tus, Chorásán, Írán – asi 813, Kúfa, Irák) byl muslimský alchymista, farmaceut, filozof, astronom a fyzik. Jeho původ není přesně znám, je považován za Araba nebo Peršana. Některými vědci je jeho existence dokonce zpochybňována.
Geber je údajným autorem obrovského množství děl v arabštině, která jsou nazývána Jabirský korpus. Původní rozsah korpusu byl velmi rozsáhlý a různorodý. Zabýval se širokou škálou témat od kosmologie, astronomie a astrologie, přes medicínu, farmakologii, zoologii a botaniku až po metafyziku, logiku a gramatiku. Díla, která se dochovala dodnes, se zabývají především alchymií, chemií, magií a šíitskou náboženskou filozofií.
Některá díla Jabirského korpusu (například Velká kniha milosrdenství a Kniha sedmdesáti) byla přeložena do latiny pod jménem Geber. Ve 13. století začal neznámý evropský autor pod jménem pseudo-Geber vydávat alchymistické a metalurgické spisy.
Významná část Geberových spisů byla inspirována filozofickou teorií známou jako věda o rovnováze (arabsky ʿilm al-mīzān), jejímž cílem bylo redukovat všechny jevy (včetně hmotných substancí a jejich prvků) na systém měr a kvantitativních proporcí.

## Jabirský korpus

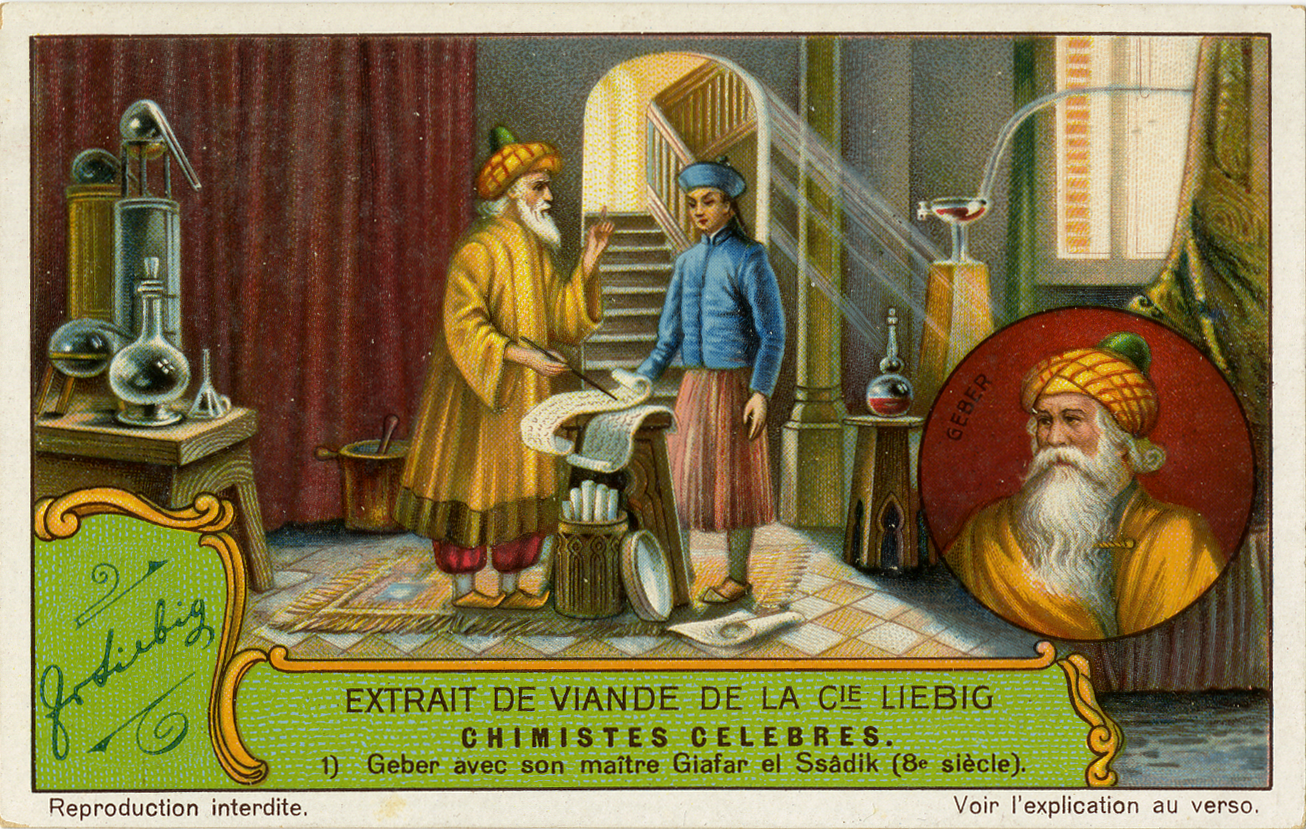
Geber a jeho mistr Jaʿfar al-Ṣādiq při práci vyobrazeni na sběratelské kartě Liebig's Extract of Meat Company

Jabirský korpus obsahuje asi 600 arabských děl připisovaných Geberovi. Dodnes se jich zachovalo přibližně 215.
- Jedná se o obsáhlé práce (například Velká kniha o specifických vlastnostech) nebo o sbírky krátkých pojednání (například Sto dvanáct knih, Pět set knih).
- Drtivá většina Jabirského korpusu se zabývá alchymií nebo chemií.
- Několik dochovaných pojednání se zabývá magií (věda o talismanech – ʿilm al-ṭilasmāt, forma theurgie) nebo skrytými silami minerálních, rostlinných a živočišných látek a jejich praktickým využitím v lékařských a různých jiných činnostech (věda o specifických vlastnostech – ʿilm al-khawāṣṣ).
- Další spisy se zabývají předměty jako je inženýrství, medicína, farmakologie, zoologie, botanika, logika, metafyzika, matematika, astronomie a astrologie).
- Spisy obsahují některé z nejstarších dochovaných šíitských eschatologických, soteriologických a imamologických doktrín, které Geber prezentoval jako odvozené od svého údajného mistra, šíitského imáma Jaʿfar al-Ṣādiqa.

## Otec arabské chemie

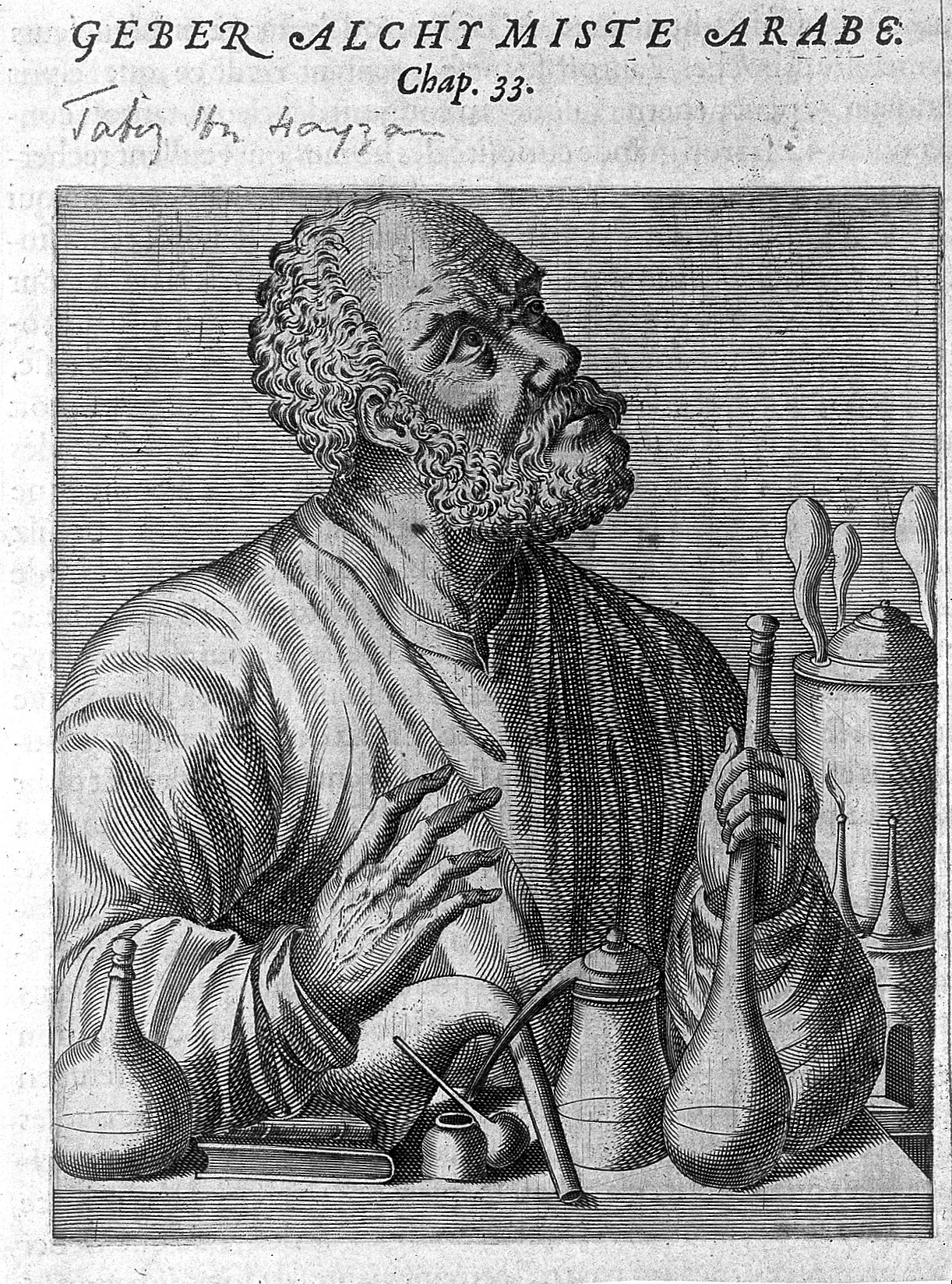
Geber zobrazen jako alchymista

Geber bývá označován jako „otec arabské chemie“. Zdůrazňoval systematické experimentování a přispěl k přeměně středověké alchymie na vědeckou chemii. Objevil mnoho typů dnes běžných chemických pomůcek, procesů a látek, kupříkladu destilaci, krystalizaci nebo kyselinu dusičnou. Jako první připravil lučavku královskou. Byl to nejstarší známý návod na přípravy anorganické sloučeniny (salmiaku – chloridu amonného) z organických látek (jako jsou rostliny, krev a vlasy) chemickými prostředky. Jeho práce také obsahují jednu z prvních známých verzí teorie kovů síry a rtuti. Také mineralogické teorie, která zůstala dominantní až do 18. století.

### Prvky a jejich povahy
V Geberově době se podle Aristotela všechny prvky skládaly z těchto vlastností: oheň byl horký i suchý, země, studená a suchá, voda studená a vlhká a vzduch horký a vlhký. Geber nazval tyto vlastnosti přirozenosti (ṭabāʾiʿ). Všechny prvky se pak podle něj skládaly ze základní substance (jawhar) a z přirozeností (ṭabāʾiʿ). Například olovo bylo studené a suché a zlato bylo horké a vlhké. A tak Geber usoudil, že přeskupením povahy jednoho kovu vznikne jiný kov. Věřil, že pomocí katalyzátoru (al-iksir, nepolapitelný elixír) dojde k transformaci kovů. V evropské alchymii se tento katalyzátor stal známým jako kámen mudrců.

### Teorie síry a rtuti
Teorie kovů síry a rtuti byla poprvé popsána Apollóniem z Tyany Tajemství stvoření (Sirr al-khalīqa, konec 8. nebo začátek 9. století). Z velké části byla přijata Geberem, který tvrdil, že kovy se tvoří v zemi smícháním síry a rtuti. V závislosti na kvalitě síry se tvoří různé kovy, přičemž zlato je tvořeno nejjemnější a dobře vyváženou sírou. Tato teorie tvořila základ alchymie až do 18. století.

## Geber a medicína
Geberovi je také připisováno kolem 500 lékařských pojednání, ačkoli je jako lékař neznámý. Kniha jedů, napsaná pod jeho jménem po roce 900, obsahuje nejstarší známé arabské záznamy o teoretické medicíně (oddělení teorie a praxe), oftalmologii a anatomii. Geber přijímá Galénovu (129–200 v Římě) humorální patologii (související s tekutinami v organizmu) a cituje z jeho pulzní teorie. Kromě popisovaných hlavních orgánů – jater, mozku, srdce, doplňuje také varlata. Částečně využívá také znalostí křesťansko-arabského učence, překladatele a lékaře Hunaina ibn Isháqa (808–873 v Bagdádu), který napsal nejstarší arabskou učebnici oftalmologie. Jeho latinské jméno je Johannitius.

## Pochybnosti o Geberovi
Již v 10. století byla identita a přesný soubor Geberových děl předmětem sporů v islámských učených kruzích. Autorství všech těchto děl jedinou postavou, dokonce i existence samotného Gebera, jsou zpochybňovány i současnými vědci. Jeho jméno je považováno za pseudonym používaný anonymní školou šíitských alchymistů píšících koncem 9. a počátkem 10. století.
Geber údajně žil v 8. století a byl žákem šíitského imáma Jaʿfara al-Ṣādiqa, který zemřel roku 765.  Před rokem 900 však není zmíněn v žádném historickém prameni a prvním známým autorem, který psal o Geberovi z biografického hlediska, byl bagdádský bibliograf Ibn al-Nadīm (asi 932–995). Ve svém Fihrist (Knižním katalogu z roku 987) sestavil seznam Geberových děl a přidal krátkou zmínku o různých tvrzeních, která tehdy o něm kolovala. Již v té době existovali lidé, kteří tvrdili, že Geber nikdy neexistoval, ačkoli sám Ibn al-Nadīm s tímto tvrzením nesouhlasil. Je také pravdou, že Geber byl středověkými islámskými životopisci a historiky ignorován.

## Pochybnosti o Jabirském korpusu
Již v době Ibn al-Nádíma pochybovali někteří učenci, že spisy připisované Geberovi, napsal skutečně on. Pravost Jabirského korpusu výslovně popřeli bagdádský filozof Abū Sulaymān al-Sijistānī (asi 912–985) a jeho žák Abū Ḥayyān al-Tawḥīdī (asi 932–1023), ačkoli to mohlo souviset s nepřátelstvím obou těchto myslitelů k alchymii obecně.  
Moderní vědecká analýza má také tendenci o Geberovi a jeho spisech pochybovat:
- Většina filozofické terminologie, která je používaná v jeho traktátech, byla vytvořena až kolem poloviny 9. století.
- O některých řeckých filozofických textech citovaných v Jabirském korpusu je známo, že byly přeloženy do arabštiny až ke konci 9. století.
- Významná část korpusu se navíc zabývá ranou šíitskou náboženskou filozofií, která je jinde doložena pouze v pramenech z konce 9. a počátku 10. století.
- Některá pojednání vykazují jasné známky několikerého redigování a přepisování.
- V každém případě je jasné, že Geberovo jméno bylo používáno jako pseudonym jedním nebo více anonymními šíitskými alchymisty píšícími koncem 9. a počátkem 10. století. Ti také redigovali Jabirský korpus do podoby, jak ho známe dnes.
- Navzdory nejasnostem není vyloučeno, že některé z těchto spisů, ve své nejranější podobě, byly napsány skutečným Geberem.
- Výsledkem pochybností a bádání je, že Jabirský korpus je datován do let 850–950.